# Anna Maria (serie televisiva)
Anna Maria  (Anna Maria - Eine Frau geht ihren Weg) è una serie televisiva tedesca in 29 episodi trasmessi per la prima volta nel corso di 2 stagioni dal 1994 al 1996.
È una serie drammatica incentrata sulle vicende di Anna Maria Seeberger che, dopo la morte improvvisa del marito, si trova da sola ad accudire i suoi due bambini, Patricia e Manuel, nonché a gestire l'azienda di famiglia.

## Produzione
La serie fu prodotta da Bernhard Tewaag. Le musiche furono composte da Andrzej Korzyński.

## Distribuzione
La serie fu trasmessa in Germania dal 10 ottobre 1994 al 1996. In Italia è stata trasmessa su RaiDue con il titolo Anna Maria.

## Episodi
| Stagione         | Episodi | Prima TV Germania | Prima TV Italia |
| ---------------- | ------- | ----------------- | --------------- |
| Prima stagione   | 13      | 1994-1995         |                 |
| Seconda stagione | 14      | 1995-1996         |                 |
| Terza stagione   | 6       | 1997              |                 |